# Emmer Kornél
Emmer Kornél (Nagyszombat, 1845. május 3. – Mödling, 1910. július 20.) jogi doktor, kúriai bíró.

## Élete

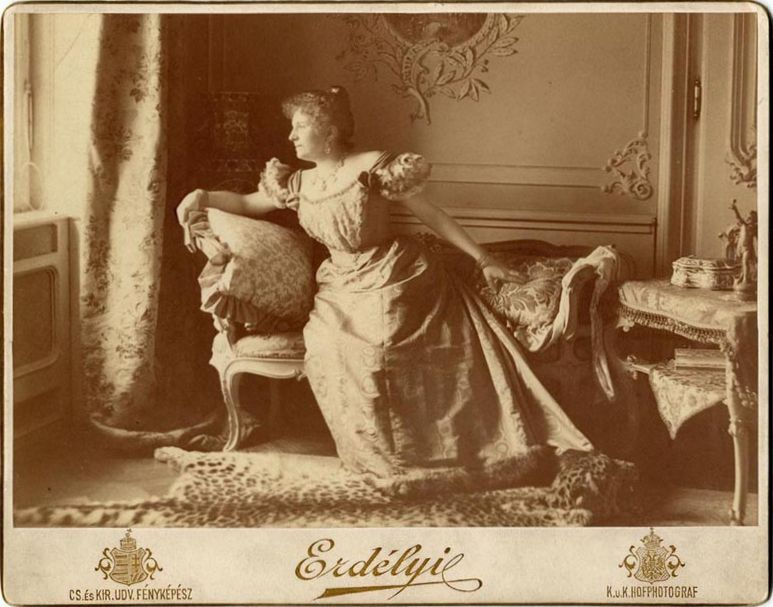
Emmer Kornél felesége Erdélyi Mór felvételén (1900 körül)

1867-ben ügyvédi oklevelet nyert és 1871-ben jogi doktor lett. 1865-ben a pesti királyi ítélőtáblánál joggyakornok; 1866-ban Nagyszombatban városi aljegyző, majd jegyző; 1869-ben pesti királyi táblai, majd kúriai fogalmazó, 1872-ben pesti törvényszéki bíró; 1877-ben országgyűlési képviselő, 1882-ben budapesti királyi táblai bíró lett és 1891-től kúriai bíró.
Jogi cikkei a Jogtudományi Közlönyben (1874. stb.) jelentek meg. Arcképe kőnyomatban 1877. Bpesten Grund kőny. intézetéből a Vereby Soma Honpolgárok Könyve XII. füzetében.
Felesége híres pesti szállodás család leánya, Langheinrich Magdolna (Lenke) volt, férje ezzel a házassággal vált a legvagyonosabb magyar bíróvá.

## Munkái
- A polgári peres eljárás reformja : Emmer Kornél felolvasása / Emmer Kornél. Budapest : Franklin, 1883. 33 p.
- A polgári peres eljárás reformja / Emmer Kornél. In: Magyar Jogászegyleti Értekezések. - 14.sz
- Büntetőjogi reformunk és a sajtókérdés : dr. Emmer Kornél értekezése : a Magyar Irók Segélyegylete javára kiadva / Emmer Kornél. Budapest : Pfeiffer, 1878. [4], 39 p.
- Törvényjavaslat a szóbeliség, közvetlenség és nyilvánosság elvein alapulandó polgári törvénykezési rendtartás tárgyában : Emmer Kornél előadói tervezete : a Magyar Királyi Igazságügyminister megbizásából / Emmer Kornél. Budapest : Magyar Királyi Egyetemi Könyvny, 1885. 67 p.
- Dr. Emmer Kornél beszédei és dolgozatai I. / Emmer Kornél. Budapest : Hornyánszky, 1911.
- Dr. Emmer Kornél beszédei és dolgozatai II. / Emmer Kornél. Budapest : Hornyánszky, 1911.
- A Référé-rendszer s magyar alkalmazása. Uo. 1887. (M. Jogászegyl. Értek. 35.)